# Total War: Shogun 2
Total War: Shogun 2 là một trò chơi chiến lược được phát triển bởi The Creative Assembly và được phát hành bởi Sega. Đây là phiên bản mới nhất trong series Total War. Nội dung chính của trò chơi được lấy lại bối cảnh Nhật Bản thời kỳ Sengoku jidai-"Chiến quốc" vào thế kỷ 16 từ trò chơi Total War đầu tiên, Shogun: Total War, sau khi một loạt trò chơi dòng Total War trước đây đều được lấy bối cảnh từ châu Âu. The Creative Assembly đã áp dụng Binh pháp Tôn Tử vào trò chơi, điều đó trở nên quan trọng khi người chơi bắt đầu một trận đánh. Trò chơi được phát hành vào ngày 15 tháng 3 năm 2011. Bản mở rộng Fall of the Samurai được phát hành một năm sau đó vào ngày 23 tháng 3 năm 2012.
Khác với những phiên bản thuộc dòng Total War trước, người chơi sẽ chọn một mười gia tộc có thật trong lịch sử Nhật Bản vào thế kỷ 16 thay vì chọn những đế quốc khác nhau. Điểm giống với các trò chơi tiền nhiệm là người chơi thống nhất Nhật Bản và giành lấy ngôi hiệu Shōgun bằng sức mạnh quân sự, chính trị, ngoại giao, gián điệp và kinh tế của mình. Khi chơi một chiến dịch đi thì trò chơi mang thể loại chiến lược theo lượt nhưng khi vào trận đánh thì trò chơi sẽ trở thành chiến thuật thời gian thực với khả năng điều khiển hàng ngàn quân. Trò chơi được thiết kế với cấu hình tốt. Ngoài ra, tính năng mới của trò chơi là "Avatar Conquest", tại đây người chơi có thể tạo đội quân riêng cho mình và chiến đấu với các người chơi khác ở bất cứ đâu trên thế giới thông qua Internet. Các chiến dịch chính đều tập trung vào việc thống nhất Nhật Bản. Ngoài ra người chơi cũng có thể chọn để tham gia vào các trận đánh có thật trong lịch sử thời cận đại.
Shogun 2 đã nhận được nhiều đánh giá tích cực từ khi phát hành và một số đánh giá đây là một trong số các trò chơi chiến lược hàng đầu vào thời điểm trò chơi được phát hành. Các lời khen chủ yếu xoay quanh chiều sâu của chiến lược và độ rộng của chiến trường, hiệu ứng hình ảnh và độ chính xác về mặt lịch sử. Việc chiến đấu bằng gươm giáo lẫn với súng đạn được cho lên thành cách chiến đấu chính chứ không phải chỉ là phụ như các phiên bản Total War trước đã nhận được sự đón nhận tốt và được xem là thành công.

## Tổng quan
Nội dung Shogun 2 xoay quanh lịch sử Nhật Bản trong thế kỷ 16, sau khi cuộc chiến tranh Ōnin kết thúc. Đất nước bị chia cắt thành nhiều lãnh thổ dưới sự cại trị của những gia tộc cát cứ địa phương. Người chơi sẽ phải chọn một trong những gia tộc trên, với mục tiêu tiêu diệt các phe phái khác, và đích đến là tuyên bố quyền cai trị Nhật Bản. Phiên bản chuẩn của trò chơi gồm tổng cộng tám phe phái khác nhau (cộng với một nhóm thứ chín tại hướng dẫn cách chơi). Mỗi gia tộc đều hùng cứ một phương, và có sức mạnh chính trị và quân sự khác nhau. Các phiên bản giới khác bao gồm thêm một gia tộc Ninja, Hattori, hoặc Ikko-Ikki.
Nội dung trò chơi không được lấy bối cảnh châu Âu như các trò chơi dòng Total War khác trước đây mà quay trở lại thiết lập ban đầu của series Total War, các yếu tố chơi game cốt lõi của Shogun 2 đều được thay đổi đáng kể. Ví dụ, để phản ánh phong cách đánh trận phương đông, AI của game được thiết kế dưa trên các nguyên tắc từ Binh pháp Tôn Tử. Ngoài ra, khác với Empire: Total War (người chơi có thể chinh phạt gần như mọi nơi trên toàn thế giới), thì thiết kế của Shogun 2 chỉ tập trung trên quần đảo Nhật Bản (trừ Hokkaido).
Total War: Shogun 2 không đơn thuần chỉ dựa vào chiến trận và sức mạnh quân đội đàn áp như trong các phiên bản Total War trước đó mà bạn cần phải tính đến nhiều yếu tố khác nữa, điển hình nhất chắc chắn là khả năng ngoại giao, khả năng kiểm soát, cân bằng kinh tế. Trong lĩnh vực ngoại giao bao gồm cả mặt đối nội và đối ngoại chứ không chỉ "thích liên minh với ai thì liên minh, thích đánh ai thì đánh" - tình trạng xảy ra rất nhiều trước kia. Có thể nói, Total War: Shogun 2 hay cũng một phần không nhỏ nhờ vào yếu tố này.

## Cách chơi
Trò chơi sẽ bắt đầu vào năm 1545, tùy vào gia tộc đã chọn, người chơi sẽ có những lợi thế cũng như bất lợi riêng, trong đó một số gia tộc sẽ bị "đè bẹp" ngay từ đầu nếu bất cẩn. Một ví dụ nhỏ là Oda: bị bao vây bốn phía bởi nhiều gia tộc khác, Oda sẽ bị tiêu diệt ngay lượt đi thứ hai của bạn, không có bất kì cơ hội nào cho chàng Oda Nobunaga danh tiếng "xuất đầu lộ diện" trong lịch sử. Tuy nhiên, trò chơi cung cấp sẵn một thước đo đánh giá độ khó của phần chơi chiến dịch của từng gia tộc xuất hiện ngay khi bạn đọc những thông tin cơ bản về gia tộc mà mình định chọn.

Chiến dịch của gia tộc Oda trong Total War: Shogun 2

Với lối chơi kết hợp giữa chiến lược theo lượt và chiến lược thời gian thực, người chơi phải tính toán sao cho gia tộc của mình phát triển nhanh hết mức có thể. Các công tác đối nội thực sự không quá phức tạp, trong đó đáng chú ý nhất là chỉ số hạnh phúc của dân. Phụ thuộc vào nhiều thứ như sự sợ sệt hoặc kính nể của họ với lãnh chúa, lượng quân đội đóng trong thành, các đơn vị đặc biệt như Metsuke hay Thầy tu, sản lượng lương thực bạn chỉ có thể yên tâm chĩa vũ khí về phía kẻ thù một khi chỉ số này đủ cao để người dân không nổi loạn. Kế đến, người chơi chỉ cần phải chú ý đến những việc vặt vãnh như giữ cho các con đường thông thương luôn được nâng cấp tối đa, phân bố những công trình phụ đúng chỗ, chẳng hạn xây các nông trường cấp cao nhất ở những vùng đất màu mỡ, xây cảng biển gần các điểm buôn bán với nước ngoài.
Tiền bạc có vai trò rất quan trọng, và có thể kiếm được bằng hai cách: từ thuế thu trong lãnh thổ, và từ giao thương với các gia tộc khác hoặc với nước ngoài. Cũng vì vậy, nếu bạn là một gia tộc hùng mạnh, bạn hoàn toàn có thể dùng các biện pháp ngoại giao gây áp lực buộc các gia tộc nhỏ phải ngừng buôn bán với đối thủ của mình, từ đó phá hủy nền kinh tế kẻ thù mở đường cho việc xâm lăng quân sự, hay chỉ đơn giản là kích động dân chúng nổi loạn, khiến quân đội làm phản để có được cuộc chiếm đóng ít hao binh tổn tướng nhất có thể. Người chơi còn có khả năng "kéo bè kết cánh" lập nên những liên minh quân sự, tăng cường sự bền vững của liên minh từ đơn giản như trực tiếp dùng tiền mua chuộc đến phức tạp như các hiệp ước thông thương, đám cưới chính trị, trao đổi con tin.
Total War: Shogun 2 có một tính năng hết sức độc đáo: trong những trận đánh của phần chơi chiến dịch, nếu chán những đối thủ AI quá dễ dàng bắt bài, người chơi có thể tìm một người bạn để vào vai đối thủ. Chơi mạng cũng chính là cái hay nhất của mọi trò chơi chiến thuật, bởi thử thách thực sự không bao giờ đến từ những đối thủ máy được "gian lận" tài nguyên. Dù đánh nhau trên mặt nước hay trên bộ, những thao tác của một bộ não thực thụ luôn luôn linh hoạt và có chiều sâu hơn những bước đi của AI được lập trình sẵn, bởi trong cả dòng game Total War, AI chưa bao giờ là thứ xuất sắc nhất của trò chơi.

### Các gia tộc
- Oda — (Oda Nobunaga): Với thế mạnh tuyệt đối đến từ quân số, gồm toàn các Ashigaru chứ không phải Samurai như các Daimyo khác, nhà Oda luôn áp đảo quân địch mặc dù họ không hề thiện chiến. Trong thời kỳ mà số lượng có thể sử dụng làm lợi thế và tính hiệu quả thì rõ ràng những Ashigaru là vũ khí chết người của dòng họ Oda. Vì vậy nên chi phí động binh và dưỡng hộ của các đơn vị Túc khinh (ashigaru) cũng thấp hơn, rẻ hơn so với các gia tộc khác, và các kĩ năng chiến đấu của các đơn vị này cũng cao hơn.[6]
- Shimazu — (Shimazu Yoshihiro):Dòng họ Shimazu là một trong những dòng họ lâu đời và có danh tiếng nhất ở Nhật Bản. Quân đội nhà Shimazu nổi tiếng là có kỷ luật và được tổ chức tốt, và bản thân gia tộc cũng nổi tiếng về nghệ thuật kiếm đạo được xếp vào hạng giỏi nhất Nhật Bản. Thêm vào đó, vùng Hyuga giàu có với nhiều tài nguyên càng giúp cho nhà Shimazu thêm phần hùng mạnh. Kẻ thủ duy nhất là gia tộc Ito tại Hyuga và Osumi dám chống lại nhà Shimazu.[7]
- Mōri — (Mōri Motonari): Có khả năng hải chiến tốt. Có thể "đọc" được lời nói của những con sóng và nắm giữ bí quyết đóng tàu đặc biệt. Với tài nguyên sắt thép giàu có của Iwami cộng với tốc độ của chiến thuyền, con đường trở thành Shogun đang trở nên gần hơn bao giờ hết với Mori Motonari. Tham gia vào gia tộc này nghĩa là bạn có thể huy động thủy quân tinh nhuệ hơn nhiều với chi phí luyện quân và dưỡng hộ ít hơn các gia tộc khác.[8]
- Tokugawa — (Tokugawa Ieyasu): Tăng lợi thế về mặt ngoại giao. Dưới tay của nhà Tokugawa là đội ngũ Ninja phái Iga cực kỳ tinh nhuệ. Giảm phí tuyển mộ và dưỡng hộ cho các đơn vị Ninja. Có thể tuyển mộ các đơn vị Ninja Kisho siêu đẳng.[9]
- Takeda — (Takeda Shingen): Nhà Takeda nắm quyền hành toàn tỉnh Kai đã từ rất lâu (từ thế kỷ 12) nhưng chưa bao giờ họ được hưởng thái bình một cách thực sự. Những cuộc tranh giành quyền lực ngay trong chính gia tộc cộng với những cuộc chiến tranh liên miên với dòng họ Hojo và Imagawa. Tăng tinh thần chiến đấu cho tất cả các đơn vị kỵ binh mang cờ hiệu Takeda. Giảm chi phí tuyển mộ và dưỡng hộ cho các đơn vị kỵ binh. Có khả năng tuyển mộ các đơn vị kỵ binh cực mạnh và tinh nhuệ.[10]
- Uesugi — (Uesugi Kenshin): Tự nhận mình là hiện thân của chiến thần Bishamonten, cộng với đức tin tuyệt đối vào Đức phật, Tăng 2% khả năng thành công trong các hoạt động của sư sãi. Tăng thu nhập từ thương mại. Giảm chi phí tuyển mộ và dưỡng hộ của sư. Có thể tuyển mộ các chiến binh sư Warrior Monk tinh nhuệ.[11]
- Date — (Date Masamune): Các chiến binh gia tộc Date luôn cực kỳ tàn nhẫn và hung bạo. Họ gần như chỉ có một phương châm chiến lược đơn giản: tấn công làm trọng. Khả năng đột kích (Charge) được tăng cho toàn bộ quân đội, giảm chi phí tuyển mộ và dưỡng hộ cho các đơn vị No-dachi Samurai, có thể tuyển mộ những siêu chiến binh No-dachi.[12]
- Chōsokabe — (Chōsokabe Motochika): Mặc dù được dòng họ Ichijo giúp đỡ và bảo vệ trong công cuộc cướp lại lâu đài Oka, nhưng nhà Chosokabe có lòng tự tôn của riêng mình. Họ từ bỏ liên minh với Ichijo và tiến hành xây dựng lại gia tộc Chosokabe cùng ảnh hưởng lên khắp đất Nhật. Bản thân gia tộc này có nghệ thuật cung đạo (弓道 kyudo hay 弓術 kyujutsu) giỏi nhất Nhật Bản. Tăng thu nhập từ nông nghiệp, giảm chi phí tuyển mộ và dưỡng hộ cho toàn bộ các đơn vị cung thủ, có thể tuyển mộ các đơn vị cung thủ tinh nhuệ[13]
- Hōjō — (Hōjō Ujimasa): Thống trị vùng đồng bằng màu mỡ Kanto, nhà Hojo có lợi thế hơn hẳn các gia tộc khác do không chịu ảnh hưởng bởi nội chiến. Tuy vậy mối nguy từ nhà Imagawa và nhà Takeda vẫn luôn rình rập vì nếu muốn được tung hoành sang các vùng khác thì tỉnh Kanto lại chính là bàn đạp lý tưởng cho các cuộc mở rộng lãnh thổ. Giảm chi phí xây dựng và sửa chữa lâu đài, giảm chi phí xây dựng và dưỡng hộ các loại vũ khí công thành, có thể tuyển mộ và xây dựng các đơn vị công thành cực mạnh.[14]
- Hattori — (Hattori Hanzo): Nghệ thuật nhẫn giả Iga-ryu của phái Iga bao gồm võ thuật, kỹ năng ám sát và cả chiến thuật trên chiến trường. Dưới sự dẫn dắt của Hattori Yasunaga, nhà Hattori là những sát thủ làm việc theo "hợp đồng". Mặc dù không một ai dám đụng vào gia tộc nhà Hattori nhưng như thế không có nghĩa phái Iga có thể yên ổn. Phía Bắc vẫn còn đó trường phái Ninja vùng Omi. Các đơn vị ashigaru, sư sãi cho đến ninja đều được giảm chi phí tuyển mộ và dưỡng hộ, đặc biệt với khả năng chiến đấu cao cùng lực lượng ninja vô cùng tinh nhuệ.[15]
- Otomo

Gia tộc này vốn là một trong những gia tộc đầu tiên tiếp nhận đạo Cơ-đốc từ những thương nhân Bồ Đào Nha (cùng với gia tộc Tanegashima). Từ sau lần những người Bồ Đào Nha trở lại Nhật Bản với những mẫu súng Hỏa thằng Bồ Đào Nha mới nhất thì chính gia tộc này cũng đã dành sự ưu ái đặc biệt cho những người Bồ Đào Nha này. Các đơn vị lính đánh thuê Bồ Đào Nha, lính súng hỏa mai (gồm các Samurai theo Cơ-đốc giáo, các lính đánh thuê Nanban) được giảm chi phí tuyển mộ và dưỡng hộ cùng khả năng chiến đấu rất cao với những chiến thuật súng kinh người.

### Chơi nối mạng
Người chơi có thể giao tiếp với nhau thông qua Steam, thậm chí gặp gỡ ngay trong chiến trường nhờ vào hệ thống drop out – drop in player. Ví dụ nếu người chơi đang chơi phần chơi đơn của chiến dịch và bắt đầu một trận đánh lớn, hẳn nhiên, máy tính chưa bao giờ là đối thủ của một người chơi có kinh nghiệm. Thế nhưng với hệ thống drop in, một người chơi bất kỳ đang online trên mạng Steam sẽ nhận được yêu cầu sử dụng quân đội của máy chống lại bạn. Đây là một tính năng đã có từ thời Napoleon: Total War nhưng chưa được đánh giá cao như phiên bản Shogun 2. Và thế là cuộc chiến đang từ người chơi vs AI biến thành người chơi và người chơi.

## Thiết kế

### Đồ họa
Hình ảnh là yếu tố mà người chơi dễ dàng nhận định nhất khi đánh giá một trò chơi. Đối với Total War: Shogun 2, tất cả những gì game thủ nhận thấy là vẻ đẹp tuyệt vời trong cách tạo hình nước Nhật thời kỳ Sengoku bên cạnh sự chân thực về lịch sử. Sử dụng rất nhiều chuyên gia và cố vấn hàng đầu về lịch sử Nhật Bản, Creative Assembly đã tạo nên cả một bức tranh sống động về thời đại của các Samurai, nơi các sứ quân hùng cứ bốn phương tranh vị trí Shōgun. Vẻ mặt của từng người lính, ánh sáng phản chiếu trên cây rừng, trên áo giáp của các Samurai đều được dựng lại cực kỳ chi tiết và ấn tượng. Mặc dù vậy, nhưng người chơi vẫn có thể chơi một cách tốt nhất trên cả máy cấu hình trung bình. Nếu bạn chỉ quan tâm đến yếu tố chiến thuật thì rõ ràng đây là một sự lựa chọn tuyệt vời. Người chơi lại có thể thưởng thức những trận kịch chiến giữa các Samurai với nhau ở mức độ phóng to gần hơn trên những máy tính có cấu hình cao. Cử động của từng người lính, đặc biệt là trong các pha giao tranh. Các kỹ thuật sử dụng Katana, Yari, No-dachi hay Naginata đều được mô phỏng chính xác nhờ các chuyên gia võ thuật tại Học viện kiếm đạo Anh. Không chỉ có cử động trong những pha đánh nhau mà ngay cả lối di chuyển của các chiến binh Nhật cũng toát lên vẻ sống động, mỗi người mỗi vẻ chứ không phải là cả khối như một.

### Âm thanh
Phần âm thanh của Total War: Shogun 2 được Jeff Van Dyck đảm nhiệm, người cũng thực hiện vai trò đó cho tất cả các trò chơi trong loạt Total War. Âm nhạc cho trò chơi được chia thành hai loại. Đối với âm nhạc "trong trò chơi", nhóm nghiên cứu của Dyck lấy yếu tố âm nhạc từ nhiều nền văn hóa và kết hợp chúng để tạo ra một âm thanh hỗn hợp. Âm nhạc "ngoài-trò chơi" được thiết kế để được duy nhất để các nền văn minh trong câu hỏi. Chiến dịch dựa trên các số liệu lịch sử sẽ bao gồm "một nhà chủ đề ít nhất sẽ được bắt nguồn từ văn hóa [của nhân vật] ". Những đoạn nhạc đầy cảm hứng xen lẫn với những giai điệu êm đềm của đồng quê là nguồn động lực mãnh liệt cho các người chơi Total War. Bên cạnh âm nhạc hoàn hảo, âm thanh trong game cũng quá hoàn hảo. Creative Assembly đã sử dụng hoàn toàn tiếng Nhật cho phần lồng tiếng các đơn vị quân trong game. Với những người chơi biết tiếng Nhật hay dù không biết đi nữa, họ cũng thấy như vậy thú vị hơn nhiều so với một phiên bản toàn tiếng Anh. Nhìn chung, game vẫn còn một số lỗi như bị thoát ra ngoài desktop sau mỗi trận đánh quá lớn hay lỗi tìm đường của các đơn vị quân.
| Các bản nhạc trong Total War: Shogun 2 |
| --- |
| 1. Shogun II:Total War (3:05) 2. Beautiful Blade (2:44) 3. Ona Hei (2:17) 4. For the Daymio! (2:24) 5. Oyoyoi (2:33) 6. Agression (00:46) 7. Yoisa (2:07) 8. Battle of Shinobue (3:43) 9. Tsunami (2:47) 10. The Shoto (3:43) 11. Formation (2:58) 12. Bitter cold (2:25) 13. Resistance (00:45) 14. Bird of time (5:31) |

## Đón nhận
Total War: Shogun 2 đã nhận được nhiều lời khen ngợi. Nó nhận đánh giá 90% từ Metacritic và 89,33% từ GameRankings. Nhà phê bình GameSpot Daniel Shannon đã gọi nó là "trò chơi Total War hay nhất". Alan Blair (Chủ nhiệm phần lập trình), Kevin McDowell (Chủ nhiệm phần đồ họa) và Scott Pitkethley (Chủ nhiệm mảng) đã giành giải BAFTA cho Total War: Shogun 2 với tư cách là trò chơi chiến lược hay nhất.